# Coupe du monde masculine espoirs de hockey sur gazon 2023
Navigation
Bhubaneswar 2021 2025
La Coupe du monde masculine espoirs de hockey sur gazon 2023 sera la 13e édition de la Coupe du monde masculine de hockey sur gazon des moins de 21 ans, le championnat du monde bisannuel de hockey sur gazon masculin des moins de 21 ans organisé par la Fédération internationale de hockey. Il se tiendra à Kuala Lumpur, en Malaisie, du 5 au 16 décembre 2023.
L'Argentine remettra son titre en jeu.

## Équipes qualifiées
Aux côtés du pays hôte, la Malaisie, les 15 autres équipes se qualifieront via les championnats continentaux.
| Pays hôte & tournois continentaux                     | Pays hôte & tournois continentaux | Pays hôte & tournois continentaux | Pays hôte & tournois continentaux | Pays hôte & tournois continentaux |
| Événement                                             | Dates                             | Lieu                              | Quotas                            | Qualifiés                         |
| ----------------------------------------------------- | --------------------------------- | --------------------------------- | --------------------------------- | --------------------------------- |
| Pays hôte                                             | 2 juillet 2021                    | NC                                | 1                                 | Malaisie                          |
| Euro espoirs 2022                                     | 24-30 juillet 2022                | Gand                              | 2                                 | Pays-Bas Allemagne                |
| Coupe d'Océanie espoirs 2022                          | 8-11 décembre 2022                | Canberra                          | 2                                 | Australie Nouvelle-Zélande        |
| Coupe d'Afrique espoirs 2023                          | 12-16 mars 2023                   | Ismailia                          | 2                                 | Afrique du Sud Égypte             |
| Coupe d'Amérique espoirs 2023                         | 10-18 avril 2023                  | Saint-Michael                     | 2                                 | Argentine Canada                  |
| Coupe d'Asie espoirs 2023                             | 23 mai - 1er juin 2023            | Salalah                           | 2                                 | Inde Pakistan                     |
| Les cinq meilleures équipes des tournois continentaux |                                   |                                   |                                   |                                   |
| Événement                                             | Dates                             | Lieu                              | Quotas                            | Qualifiés                         |
| Euro espoirs 2022                                     | 24-30 juillet 2022                | Gand                              | 3                                 | Belgique Espagne France           |
| Coupe d'Amérique espoirs 2023                         | 10-18 avril 2023                  | Saint-Michael                     | 1                                 | Chili                             |
| Coupe d'Asie espoirs 2023                             | 23 mai - 1er juin 2023            | Salalah                           | 1                                 | Corée du Sud                      |
| Total                                                 | Total                             | Total                             | 16                                |                                   |

## Critères
En cas d'égalité de points de plusieurs équipes à l'issue des matchs de poule, les critères suivants sont appliqués dans l'ordre indiqué pour établir leur classement:
1. Points de chaque équipe,
2. Matchs gagnés,
3. Différence de buts,
4. Buts pour,
5. Plus grand nombre de points obtenus dans les matchs de poule disputés entre les équipes concernées,
6. Buts marqués en plein jeu.

## Premier tour
Les groupes sont basés sur le Classement mondial masculin espoirs de la FIH introduit en 2023.
Légende :
- Tour pour les médailles
- Tour de classement

### Poule A
| Rang | Équipe      | Pts | J | G | N | P | Bp | Bc | Diff |
| ---- | ----------- | --- | - | - | - | - | -- | -- | ---- |
| 1    | Argentine T | 9   | 3 | 3 | 0 | 0 | 13 | 0  | +13  |
| 2    | Australie   | 6   | 3 | 2 | 0 | 1 | 12 | 4  | +8   |
| 3    | Malaisie H  | 3   | 3 | 1 | 0 | 2 | 9  | 10 | -1   |
| 4    | Chili       | 0   | 3 | 0 | 0 | 3 | 2  | 22 | -20  |

| 5 décembre 2023 | Argentine | 1 - 0 | Australie |
| 5 décembre 2023 | Malaisie  | 7 - 1 | Chili     |
| 6 décembre 2023 | Australie | 7 - 1 | Chili     |
| 6 décembre 2023 | Malaisie  | 0 - 4 | Argentine |
| 8 décembre 2023 | Argentine | 8 - 0 | Chili     |
| 8 décembre 2023 | Australie | 5 - 2 | Malaisie  |

### Poule B
| Rang | Équipe         | Pts | J | G | N | P | Bp | Bc | Diff |
| ---- | -------------- | --- | - | - | - | - | -- | -- | ---- |
| 1    | France         | 9   | 3 | 3 | 0 | 0 | 10 | 5  | +5   |
| 2    | Allemagne      | 6   | 3 | 2 | 0 | 1 | 15 | 5  | +10  |
| 3    | Afrique du Sud | 3   | 3 | 1 | 0 | 2 | 10 | 12 | -2   |
| 4    | Égypte         | 0   | 3 | 0 | 0 | 3 | 3  | 16 | -13  |

| 5 décembre 2023 | France         | 3 - 1  | Égypte         |
| 5 décembre 2023 | Allemagne      | 5 - 3  | Afrique du Sud |
| 6 décembre 2023 | Afrique du Sud | 3 - 2  | Égypte         |
| 6 décembre 2023 | France         | 2 - 0  | Allemagne      |
| 8 décembre 2023 | Afrique du Sud | 4 - 5  | France         |
| 8 décembre 2023 | Allemagne      | 10 - 0 | Égypte         |

### Poule C
| Rang | Équipe       | Pts | J | G | N | P | Bp | Bc | Diff |
| ---- | ------------ | --- | - | - | - | - | -- | -- | ---- |
| 1    | Espagne      | 9   | 3 | 3 | 0 | 0 | 19 | 3  | +16  |
| 2    | Inde         | 6   | 3 | 2 | 0 | 1 | 15 | 7  | +8   |
| 3    | Corée du Sud | 3   | 3 | 1 | 0 | 2 | 8  | 13 | -5   |
| 4    | Canada       | 0   | 3 | 0 | 0 | 3 | 2  | 21 | -19  |

| 5 décembre 2023 | Espagne      | 7 - 0  | Canada       |
| 5 décembre 2023 | Inde         | 4 - 2  | Corée du Sud |
| 7 décembre 2023 | Corée du Sud | 4 - 1  | Canada       |
| 7 décembre 2023 | Espagne      | 4 - 1  | Inde         |
| 9 décembre 2023 | Corée du Sud | 2 - 8  | Espagne      |
| 9 décembre 2023 | Inde         | 10 - 1 | Canada       |

### Poule D
| Rang | Équipe           | Pts | J | G | N | P | Bp | Bc | Diff |
| ---- | ---------------- | --- | - | - | - | - | -- | -- | ---- |
| 1    | Pays-Bas         | 7   | 3 | 2 | 1 | 0 | 11 | 7  | +4   |
| 2    | Pakistan         | 5   | 3 | 1 | 2 | 0 | 8  | 4  | +4   |
| 3    | Belgique         | 4   | 3 | 1 | 1 | 1 | 8  | 6  | +2   |
| 4    | Nouvelle-Zélande | 0   | 3 | 0 | 0 | 3 | 1  | 11 | -10  |

| 6 décembre 2023 | Pays-Bas | 3 - 3 | Pakistan         |
| 6 décembre 2023 | Belgique | 4 - 0 | Nouvelle-Zélande |
| 7 décembre 2023 | Pakistan | 4 - 0 | Nouvelle-Zélande |
| 7 décembre 2023 | Belgique | 3 - 5 | Pays-Bas         |
| 9 décembre 2023 | Pays-Bas | 3 - 1 | Nouvelle-Zélande |
| 9 décembre 2023 | Pakistan | 1 - 1 | Belgique         |

## Tour de classement

### Tableau de classement
|  | Quarts de finale pour la 9e place | Quarts de finale pour la 9e place | Quarts de finale pour la 9e place | Quarts de finale pour la 9e place |          |                  | Demi-finales pour la 9e place | Demi-finales pour la 9e place | Demi-finales pour la 9e place | Demi-finales pour la 9e place |                         |                         | Match pour la 9e place | Match pour la 9e place | Match pour la 9e place | Match pour la 9e place |
|  |                                   |                                   |                                   |                                   |          |                  |                               |                               |                               |                               |                         |                         |                        |                        |                        |                        |
|  | 11 décembre 2023                  | 11 décembre 2023                  | 11 décembre 2023                  | 11 décembre 2023                  |          |                  | 13 décembre 2023              | 13 décembre 2023              | 13 décembre 2023              | 13 décembre 2023              |                         |                         | 15 décembre 2022       | 15 décembre 2022       | 15 décembre 2022       | 15 décembre 2022       |
|  | 11 décembre 2023                  | 11 décembre 2023                  | 11 décembre 2023                  | 11 décembre 2023                  |          |                  | 13 décembre 2023              | 13 décembre 2023              | 13 décembre 2023              | 13 décembre 2023              |                         |                         | 15 décembre 2022       | 15 décembre 2022       | 15 décembre 2022       | 15 décembre 2022       |
|  | A3                                | Malaisie                          | 4                                 | 4                                 |          |                  | 13 décembre 2023              | 13 décembre 2023              | 13 décembre 2023              | 13 décembre 2023              |                         |                         | 15 décembre 2022       | 15 décembre 2022       | 15 décembre 2022       | 15 décembre 2022       |
|  | A3                                | Malaisie                          | 4                                 | 4                                 |          |                  | 13 décembre 2023              | 13 décembre 2023              | 13 décembre 2023              | 13 décembre 2023              |                         |                         | 15 décembre 2022       | 15 décembre 2022       | 15 décembre 2022       | 15 décembre 2022       |
|  | B4                                | Égypte                            | 1                                 | 1                                 |          |                  | 13 décembre 2023              | 13 décembre 2023              | 13 décembre 2023              | 13 décembre 2023              |                         |                         | 15 décembre 2022       | 15 décembre 2022       | 15 décembre 2022       | 15 décembre 2022       |
|  | B4                                | Égypte                            | 1                                 | 1                                 | A3       | Malaisie         | 2 (3)                         | 2 (3)                         |                               |                               |                         |                         | 15 décembre 2022       | 15 décembre 2022       | 15 décembre 2022       | 15 décembre 2022       |
|  | 11 décembre 2023                  |                                   |                                   |                                   | A3       | Malaisie         | 2 (3)                         | 2 (3)                         |                               |                               |                         |                         | 15 décembre 2022       | 15 décembre 2022       | 15 décembre 2022       | 15 décembre 2022       |
|  |                                   |                                   | D3                                | Belgique                          | 2 (5)tab | 2 (5)tab         |                               |                               |                               |                               |                         |                         | 15 décembre 2022       | 15 décembre 2022       | 15 décembre 2022       | 15 décembre 2022       |
|  | D3                                | Belgique                          | D3                                | Belgique                          | 2 (5)tab | 2 (5)tab         | 12                            | 12                            |                               |                               |                         |                         | 15 décembre 2022       | 15 décembre 2022       | 15 décembre 2022       | 15 décembre 2022       |
|  | D3                                | Belgique                          | 13 décembre 2023                  |                                   |          |                  | 12                            | 12                            |                               |                               |                         |                         | 15 décembre 2022       | 15 décembre 2022       | 15 décembre 2022       | 15 décembre 2022       |
|  | C4                                | Canada                            | 0                                 | 0                                 |          |                  |                               |                               |                               |                               |                         |                         | 15 décembre 2022       | 15 décembre 2022       | 15 décembre 2022       | 15 décembre 2022       |
|  | C4                                | Canada                            | 0                                 | 0                                 | D3       | Belgique         | 2                             | 2                             |                               |                               |                         |                         |                        |                        |                        |                        |
|  | 11 décembre 2023                  |                                   |                                   |                                   | D3       | Belgique         | 2                             | 2                             |                               |                               |                         |                         |                        |                        |                        |                        |
|  |                                   |                                   | B3                                | Afrique du Sud                    | 1        | 1                |                               |                               |                               |                               |                         |                         |                        |                        |                        |                        |
|  | B3                                | Afrique du Sud                    | B3                                | Afrique du Sud                    | 1        | 1                | 5                             | 5                             |                               |                               |                         |                         |                        |                        |                        |                        |
|  | B3                                | Afrique du Sud                    |                                   |                                   |          |                  |                               |                               |                               |                               |                         |                         |                        |                        |                        |                        |
|  | A4                                | Chili                             | 1                                 | 1                                 |          |                  |                               |                               |                               |                               |                         |                         |                        |                        |                        |                        |
|  | A4                                | Chili                             | 1                                 | 1                                 | B3       | Afrique du Sud   | 3 (4)tab                      | 3 (4)tab                      | Match pour la 11e place       | Match pour la 11e place       | Match pour la 11e place | Match pour la 11e place |                        |                        |                        |                        |
|  | 11 décembre 2023                  |                                   |                                   |                                   | B3       | Afrique du Sud   | 3 (4)tab                      | 3 (4)tab                      | Match pour la 11e place       | Match pour la 11e place       | Match pour la 11e place | Match pour la 11e place |                        |                        |                        |                        |
|  |                                   |                                   | D4                                | Nouvelle-Zélande                  | 3 (3)    | 3 (3)            |                               |                               | 15 décembre 2022              | 15 décembre 2022              | 15 décembre 2022        | 15 décembre 2022        |                        |                        |                        |                        |
|  | C3                                | Corée du Sud                      | D4                                | Nouvelle-Zélande                  | 3 (3)    | 3 (3)            | 2                             | 2                             | 15 décembre 2022              | 15 décembre 2022              | 15 décembre 2022        | 15 décembre 2022        |                        |                        |                        |                        |
|  | C3                                | Corée du Sud                      |                                   |                                   |          |                  |                               | 2                             |                               |                               | A3                      | Malaisie                | 2 (3)                  | 2 (3)                  |                        |                        |
|  | D4                                | Nouvelle-Zélande                  | 3                                 | 3                                 |          |                  |                               |                               |                               |                               | A3                      | Malaisie                | 2 (3)                  | 2 (3)                  |                        |                        |
|  | D4                                | Nouvelle-Zélande                  | 3                                 | 3                                 | D4       | Nouvelle-Zélande | 2 (4)tab                      | 2 (4)tab                      |                               |                               |                         |                         |                        |                        |                        |                        |
|  |                                   |                                   |                                   |                                   |          |                  |                               |                               |                               |                               |                         |                         |                        |                        |                        |                        |

### Tableau pour la13eplace
|  | Demi-finales pour la 13e place | Demi-finales pour la 13e place | Demi-finales pour la 13e place | Demi-finales pour la 13e place |                         |        | Match pour la 13e place | Match pour la 13e place | Match pour la 13e place | Match pour la 13e place |
|  |                                |                                |                                |                                |                         |        |                         |                         |                         |                         |
|  | 13 décembre 2023               | 13 décembre 2023               | 13 décembre 2023               | 13 décembre 2023               |                         |        | 15 décembre 2022        | 15 décembre 2022        | 15 décembre 2022        | 15 décembre 2022        |
|  | B4                             | Égypte                         | 1 (3)tab                       | 1 (3)tab                       |                         |        | 15 décembre 2022        | 15 décembre 2022        | 15 décembre 2022        | 15 décembre 2022        |
|  | B4                             | Égypte                         | 1 (3)tab                       | 1 (3)tab                       |                         |        | 15 décembre 2022        | 15 décembre 2022        | 15 décembre 2022        | 15 décembre 2022        |
|  | C4                             | Canada                         | 1 (2)                          | 1 (2)                          |                         |        | 15 décembre 2022        | 15 décembre 2022        | 15 décembre 2022        | 15 décembre 2022        |
|  | C4                             | Canada                         | 1 (2)                          | 1 (2)                          | B4                      | Égypte | 3                       | 3                       |                         |                         |
|  | 13 décembre 2023               |                                |                                |                                | B4                      | Égypte | 3                       | 3                       |                         |                         |
|  |                                |                                | C3                             | Corée du Sud                   | 4                       | 4      |                         |                         |                         |                         |
|  | A4                             | Chili                          | C3                             | Corée du Sud                   | 4                       | 4      | 1                       | 1                       |                         |                         |
|  | A4                             | Chili                          |                                |                                |                         |        |                         | 1                       |                         |                         |
|  | C3                             | Corée du Sud                   | 2                              | 2                              |                         |        |                         |                         |                         |                         |
|  | C3                             | Corée du Sud                   | 2                              | 2                              | Match pour la 15e place |        |                         |                         |                         |                         |
|  |                                |                                |                                |                                |                         |        |                         |                         |                         |                         |
|  | 15 décembre 2022               |                                |                                |                                |                         |        |                         |                         |                         |                         |
|  | C4                             | Canada                         | 1                              | 1                              |                         |        |                         |                         |                         |                         |
|  | C4                             | Canada                         | 1                              | 1                              |                         |        |                         |                         |                         |                         |
|  | A4                             | Chili                          | 4                              | 4                              |                         |        |                         |                         |                         |                         |
|  | A4                             | Chili                          | 4                              | 4                              |                         |        |                         |                         |                         |                         |

### Match pour la15eplace
| Match 41               | Canada    | 1 - 4   | Chili                                       |                                                                                  |                                                                                  |
| 15 décembre 2023 09h00 | Thind 28e | (1 - 2) | 13e, 57e Wolansky · 18e Muñoz · 55e Richard | Arbitrage : Lukasz Zwierzchowski Hideki Kinoshita Arbitre vidéo : Rajput Sourabh | Arbitrage : Lukasz Zwierzchowski Hideki Kinoshita Arbitre vidéo : Rajput Sourabh |
| 15 décembre 2023 09h00 | Rapport   |         |                                             | Arbitrage : Lukasz Zwierzchowski Hideki Kinoshita Arbitre vidéo : Rajput Sourabh | Arbitrage : Lukasz Zwierzchowski Hideki Kinoshita Arbitre vidéo : Rajput Sourabh |

### Match pour la13eplace
| Match 42               | Corée du Sud                                     | 4 - 3   | Égypte                              |                                                                                 |                                                                                 |
| 15 décembre 2023 11h15 | Choi J.H. 28e · Ryu H.Y. 29e · Lim D.H. 36e, 59e | (2 - 1) | 26e Kamal · 38e Ragab · 51e Mokhtar | Arbitrage : Tim Meissner Antonio Ilgrande Arbitre vidéo : Jonathan von Hoesslin | Arbitrage : Tim Meissner Antonio Ilgrande Arbitre vidéo : Jonathan von Hoesslin |
| 15 décembre 2023 11h15 | Rapport                                          |         |                                     | Arbitrage : Tim Meissner Antonio Ilgrande Arbitre vidéo : Jonathan von Hoesslin | Arbitrage : Tim Meissner Antonio Ilgrande Arbitre vidéo : Jonathan von Hoesslin |

### Match pour la11eplace
| Match 43               | Malaisie                                                | 2 - 2             | Nouvelle-Zélande                                      |                                                                            |                                                                            |
| 15 décembre 2023 15h00 | Adam 6e · Shamir 57e                                    | (1 - 2)           | 4e Aldred · 9e Lints                                  | Arbitrage : Rajput Sourabh You Hyosik Arbitre vidéo : Lukasz Zwierzchowski | Arbitrage : Rajput Sourabh You Hyosik Arbitre vidéo : Lukasz Zwierzchowski |
| 15 décembre 2023 15h00 | Rapport                                                 |                   |                                                       | Arbitrage : Rajput Sourabh You Hyosik Arbitre vidéo : Lukasz Zwierzchowski | Arbitrage : Rajput Sourabh You Hyosik Arbitre vidéo : Lukasz Zwierzchowski |
| 15 décembre 2023 15h00 | Najmie · Mughni · Adam · Harris · Faris · ---- · Harris | Tirs au but 3 - 4 | Irwin · J. Elmes · Torr · Lints · Ward · ---- · Irwin | Arbitrage : Rajput Sourabh You Hyosik Arbitre vidéo : Lukasz Zwierzchowski | Arbitrage : Rajput Sourabh You Hyosik Arbitre vidéo : Lukasz Zwierzchowski |

### Match pour la9eplace
| Match 44               | Belgique                       | 2 - 1   | Afrique du Sud |                                                                    |                                                                    |
| 15 décembre 2023 17h15 | Labouchère 26e · De Backer 28e | (2 - 0) | 36e Brooker    | Arbitrage : James Unkles Bevan Nichol Arbitre vidéo : Nick Bennett | Arbitrage : James Unkles Bevan Nichol Arbitre vidéo : Nick Bennett |
| 15 décembre 2023 17h15 | Rapport                        |         |                | Arbitrage : James Unkles Bevan Nichol Arbitre vidéo : Nick Bennett | Arbitrage : James Unkles Bevan Nichol Arbitre vidéo : Nick Bennett |

## Tour pour les médailles

### Tableau final
|  | Quarts de finale | Quarts de finale | Quarts de finale | Quarts de finale |    |           | Demi-finales     | Demi-finales     | Demi-finales                  | Demi-finales                  |                               |                               | Finale           | Finale           | Finale           | Finale           |
|  |                  |                  |                  |                  |    |           |                  |                  |                               |                               |                               |                               |                  |                  |                  |                  |
|  | 12 décembre 2023 | 12 décembre 2023 | 12 décembre 2023 | 12 décembre 2023 |    |           | 14 décembre 2023 | 14 décembre 2023 | 14 décembre 2023              | 14 décembre 2023              |                               |                               | 16 décembre 2022 | 16 décembre 2022 | 16 décembre 2022 | 16 décembre 2022 |
|  | 12 décembre 2023 | 12 décembre 2023 | 12 décembre 2023 | 12 décembre 2023 |    |           | 14 décembre 2023 | 14 décembre 2023 | 14 décembre 2023              | 14 décembre 2023              |                               |                               | 16 décembre 2022 | 16 décembre 2022 | 16 décembre 2022 | 16 décembre 2022 |
|  | A1               | Argentine        | 1                | 1                |    |           | 14 décembre 2023 | 14 décembre 2023 | 14 décembre 2023              | 14 décembre 2023              |                               |                               | 16 décembre 2022 | 16 décembre 2022 | 16 décembre 2022 | 16 décembre 2022 |
|  | A1               | Argentine        | 1                | 1                |    |           | 14 décembre 2023 | 14 décembre 2023 | 14 décembre 2023              | 14 décembre 2023              |                               |                               | 16 décembre 2022 | 16 décembre 2022 | 16 décembre 2022 | 16 décembre 2022 |
|  | B2               | Allemagne        | 2                | 2                |    |           | 14 décembre 2023 | 14 décembre 2023 | 14 décembre 2023              | 14 décembre 2023              |                               |                               | 16 décembre 2022 | 16 décembre 2022 | 16 décembre 2022 | 16 décembre 2022 |
|  | B2               | Allemagne        | 2                | 2                | B2 | Allemagne | 4                | 4                |                               |                               |                               |                               | 16 décembre 2022 | 16 décembre 2022 | 16 décembre 2022 | 16 décembre 2022 |
|  | 12 décembre 2023 |                  |                  |                  | B2 | Allemagne | 4                | 4                |                               |                               |                               |                               | 16 décembre 2022 | 16 décembre 2022 | 16 décembre 2022 | 16 décembre 2022 |
|  |                  |                  | C2               | Inde             | 1  | 1         |                  |                  |                               |                               |                               |                               | 16 décembre 2022 | 16 décembre 2022 | 16 décembre 2022 | 16 décembre 2022 |
|  | D1               | Pays-Bas         | C2               | Inde             | 1  | 1         | 3                | 3                |                               |                               |                               |                               | 16 décembre 2022 | 16 décembre 2022 | 16 décembre 2022 | 16 décembre 2022 |
|  | D1               | Pays-Bas         | 14 décembre 2023 |                  |    |           | 3                | 3                |                               |                               |                               |                               | 16 décembre 2022 | 16 décembre 2022 | 16 décembre 2022 | 16 décembre 2022 |
|  | C2               | Inde             | 4                | 4                |    |           |                  |                  |                               |                               |                               |                               | 16 décembre 2022 | 16 décembre 2022 | 16 décembre 2022 | 16 décembre 2022 |
|  | C2               | Inde             | 4                | 4                | B2 | Allemagne | 2                | 2                |                               |                               |                               |                               |                  |                  |                  |                  |
|  | 12 décembre 2023 |                  |                  |                  | B2 | Allemagne | 2                | 2                |                               |                               |                               |                               |                  |                  |                  |                  |
|  |                  |                  | B1               | France           | 1  | 1         |                  |                  |                               |                               |                               |                               |                  |                  |                  |                  |
|  | B1               | France           | B1               | France           | 1  | 1         | 3                | 3                |                               |                               |                               |                               |                  |                  |                  |                  |
|  | B1               | France           |                  |                  |    |           |                  |                  |                               |                               |                               |                               |                  |                  |                  |                  |
|  | A2               | Australie        | 2                | 2                |    |           |                  |                  |                               |                               |                               |                               |                  |                  |                  |                  |
|  | A2               | Australie        | 2                | 2                | B1 | France    | 3                | 3                | Match pour la troisième place | Match pour la troisième place | Match pour la troisième place | Match pour la troisième place |                  |                  |                  |                  |
|  | 12 décembre 2023 |                  |                  |                  | B1 | France    | 3                | 3                | Match pour la troisième place | Match pour la troisième place | Match pour la troisième place | Match pour la troisième place |                  |                  |                  |                  |
|  |                  |                  | C1               | Espagne          | 1  | 1         |                  |                  | 16 décembre 2022              | 16 décembre 2022              | 16 décembre 2022              | 16 décembre 2022              |                  |                  |                  |                  |
|  | C1               | Espagne          | C1               | Espagne          | 1  | 1         | 4                | 4                | 16 décembre 2022              | 16 décembre 2022              | 16 décembre 2022              | 16 décembre 2022              |                  |                  |                  |                  |
|  | C1               | Espagne          |                  |                  |    |           |                  | 4                |                               |                               | C2                            | Inde                          | 1                | 1                |                  |                  |
|  | D2               | Pakistan         | 2                | 2                |    |           |                  |                  |                               |                               | C2                            | Inde                          | 1                | 1                |                  |                  |
|  | D2               | Pakistan         | 2                | 2                | C1 | Espagne   | 3                | 3                |                               |                               |                               |                               |                  |                  |                  |                  |
|  |                  |                  |                  |                  |    |           |                  |                  |                               |                               |                               |                               |                  |                  |                  |                  |

### Tableau pour la5eplace
|  | Demi-finales pour la 5e place | Demi-finales pour la 5e place | Demi-finales pour la 5e place | Demi-finales pour la 5e place |                        |          | Match pour la 5e place | Match pour la 5e place | Match pour la 5e place | Match pour la 5e place |
|  |                               |                               |                               |                               |                        |          |                        |                        |                        |                        |
|  | 14 décembre 2023              | 14 décembre 2023              | 14 décembre 2023              | 14 décembre 2023              |                        |          | 16 décembre 2022       | 16 décembre 2022       | 16 décembre 2022       | 16 décembre 2022       |
|  | A1                            | Argentine                     | 0                             | 0                             |                        |          | 16 décembre 2022       | 16 décembre 2022       | 16 décembre 2022       | 16 décembre 2022       |
|  | A1                            | Argentine                     | 0                             | 0                             |                        |          | 16 décembre 2022       | 16 décembre 2022       | 16 décembre 2022       | 16 décembre 2022       |
|  | D1                            | Pays-Bas                      | 1                             | 1                             |                        |          | 16 décembre 2022       | 16 décembre 2022       | 16 décembre 2022       | 16 décembre 2022       |
|  | D1                            | Pays-Bas                      | 1                             | 1                             | D1                     | Pays-Bas | 2                      | 2                      |                        |                        |
|  | 14 décembre 2023              |                               |                               |                               | D1                     | Pays-Bas | 2                      | 2                      |                        |                        |
|  |                               |                               | A2                            | Australie                     | 1                      | 1        |                        |                        |                        |                        |
|  | A2                            | Australie                     | A2                            | Australie                     | 1                      | 1        | 7                      | 7                      |                        |                        |
|  | A2                            | Australie                     |                               |                               |                        |          |                        | 7                      |                        |                        |
|  | D2                            | Pakistan                      | 5                             | 5                             |                        |          |                        |                        |                        |                        |
|  | D2                            | Pakistan                      | 5                             | 5                             | Match pour la 7e place |          |                        |                        |                        |                        |
|  |                               |                               |                               |                               |                        |          |                        |                        |                        |                        |
|  | 16 décembre 2022              |                               |                               |                               |                        |          |                        |                        |                        |                        |
|  | A1                            | Argentine                     | 6                             | 6                             |                        |          |                        |                        |                        |                        |
|  | A1                            | Argentine                     | 6                             | 6                             |                        |          |                        |                        |                        |                        |
|  | D2                            | Pakistan                      | 3                             | 3                             |                        |          |                        |                        |                        |                        |
|  | D2                            | Pakistan                      | 3                             | 3                             |                        |          |                        |                        |                        |                        |

### Match pour la7eplace
| Match 45               | Argentine                                                                 | 6 - 3   | Pakistan            |                                                                                |                                                                                |
| 16 décembre 2023 09h00 | Ruíz 6e, 21e · Infanzon 39e · Capurro 44e · Persoglio 50e · Fernández 56e | (2 - 2) | 12e, 26e, 49e Arbaz | Arbitrage : Tim Meissner Lukasz Zwierzchowski Arbitre vidéo : Hideki Kinoshita | Arbitrage : Tim Meissner Lukasz Zwierzchowski Arbitre vidéo : Hideki Kinoshita |
| 16 décembre 2023 09h00 | Rapport                                                                   |         |                     | Arbitrage : Tim Meissner Lukasz Zwierzchowski Arbitre vidéo : Hideki Kinoshita | Arbitrage : Tim Meissner Lukasz Zwierzchowski Arbitre vidéo : Hideki Kinoshita |

### Match pour la5eplace
| Match 46               | Pays-Bas                       | 2 - 1   | Australie |                                                                                 |                                                                                 |
| 16 décembre 2023 11h15 | Lucieer 23e · Van der Veen 45e | (1 - 0) | 58e Burns | Arbitrage : Nazmi Kamaruddin Jonathan von Hoesslin Arbitre vidéo : Bevan Nichol | Arbitrage : Nazmi Kamaruddin Jonathan von Hoesslin Arbitre vidéo : Bevan Nichol |
| 16 décembre 2023 11h15 | Rapport                        |         |           | Arbitrage : Nazmi Kamaruddin Jonathan von Hoesslin Arbitre vidéo : Bevan Nichol | Arbitrage : Nazmi Kamaruddin Jonathan von Hoesslin Arbitre vidéo : Bevan Nichol |

### Match pour la3eplace
| Match 47               | Inde     | 1 - 3   | Espagne                         |                                                                  |                                                                  |
| 16 décembre 2023 19h00 | Jojo 28e | (1 - 1) | 25e, 51e Álvarez · 40e Petchame | Arbitrage : James Unkles You Hyosik Arbitre vidéo : Nick Bennett | Arbitrage : James Unkles You Hyosik Arbitre vidéo : Nick Bennett |
| 16 décembre 2023 19h00 | Rapport  |         |                                 | Arbitrage : James Unkles You Hyosik Arbitre vidéo : Nick Bennett | Arbitrage : James Unkles You Hyosik Arbitre vidéo : Nick Bennett |

### Finale
| Match 48               | Allemagne                   | 2 - 1   | France         |                                                                    |                                                                    |
| 16 décembre 2023 21h30 | Cordes 32e · Holdermann 40e | (0 - 1) | 17e J. Verrier | Arbitrage : Zeke Newman Bruce Bale Arbitre vidéo : Benjamin Peters | Arbitrage : Zeke Newman Bruce Bale Arbitre vidéo : Benjamin Peters |
| 16 décembre 2023 21h30 | Rapport                     |         |                | Arbitrage : Zeke Newman Bruce Bale Arbitre vidéo : Benjamin Peters | Arbitrage : Zeke Newman Bruce Bale Arbitre vidéo : Benjamin Peters |

## Classement final
| Rang                      | Groupe | Équipe           | J | V | N | D | BP | BC | +/- | Pts | Classement mondial FIH | Classement mondial FIH | Classement mondial FIH |
| Rang                      | Groupe | Équipe           | J | V | N | D | BP | BC | +/- | Pts | Avant                  | Après                  | +/-                    |
| ------------------------- | ------ | ---------------- | - | - | - | - | -- | -- | --- | --- | ---------------------- | ---------------------- | ---------------------- |
| Médaille d'or, monde      | B      | Allemagne        | 6 | 5 | 0 | 1 | 23 | 8  | +15 | 15  | 2                      | 1                      | +1                     |
| Médaille d'argent, monde  | B      | France           | 6 | 5 | 0 | 1 | 17 | 10 | +7  | 15  | 7                      | 6                      | +1                     |
| Médaille de bronze, monde | C      | Espagne          | 6 | 5 | 0 | 1 | 27 | 9  | +18 | 15  | 6                      | 5                      | +1                     |
| 4                         | C      | Inde             | 6 | 3 | 0 | 3 | 21 | 17 | +4  | 9   | 3                      | 2                      | +1                     |
|                           |        |                  |   |   |   |   |    |    |     |     |                        |                        |                        |
| 5                         | D      | Pays-Bas         | 6 | 4 | 1 | 1 | 17 | 12 | +5  | 13  | 4                      | 4                      | 0                      |
| 6                         | A      | Australie        | 6 | 3 | 0 | 3 | 22 | 14 | +8  | 9   | 9                      | 8                      | +1                     |
| 7                         | A      | Argentine T      | 6 | 4 | 0 | 2 | 20 | 6  | +14 | 12  | 1                      | 3                      | -2                     |
| 8                         | D      | Pakistan         | 6 | 1 | 2 | 3 | 18 | 21 | 0   | 5   | 12                     | 9                      | +3                     |
|                           |        |                  |   |   |   |   |    |    |     |     |                        |                        |                        |
| 9                         | D      | Belgique         | 6 | 3 | 2 | 1 | 24 | 9  | +15 | 11  | 5                      | 7                      | -2                     |
| 10                        | B      | Afrique du Sud   | 6 | 2 | 1 | 3 | 19 | 18 | +1  | 7   | 10                     | 10                     | 0                      |
| 11                        | D      | Nouvelle-Zélande | 6 | 1 | 2 | 3 | 9  | 18 | -9  | 2   | 13                     | 13                     | 0                      |
| 12                        | A      | Malaisie H       | 6 | 2 | 2 | 2 | 17 | 15 | +2  | 8   | 8                      | 11                     | -3                     |
| 13                        | C      | Corée du Sud     | 6 | 3 | 0 | 3 | 16 | 20 | -4  | 9   | 11                     | 12                     | -1                     |
| 14                        | B      | Égypte           | 6 | 0 | 1 | 5 | 8  | 25 | -17 | 1   | 16                     | 15                     | +1                     |
| 15                        | A      | Chili            | 6 | 1 | 0 | 5 | 8  | 30 | -22 | 3   | 20                     | 17                     | +3                     |
| 16                        | C      | Canada           | 6 | 0 | 1 | 5 | 4  | 38 | -34 | 1   | 14                     | 14                     | 0                      |